# Curepto
Curepto (in mapudungun: dove il vento soffia) è un comune cileno di 9 380 abitanti situato nella provincia di Talca e Regione del Maule.
Il borgo di Curepto ha molti esempi interessanti di architettura coloniale rurale cilena. La chiesa parrocchiale è un esempio particolarmente attraente di una costruzione religiosa tradizionale nello stile latinoamericano con influenza spagnola.
Curepto si trova circa 380 chilometri a sud ovest di Santiago del Cile ed a 76 chilometri a nord ovest di Talca, il capoluogo regionale.